# Baixos Casa Garriga
Els Baixos Casa Garriga és una obra de Ripoll protegida com a Bé Cultural d'Interès Local.

## Descripció
Conjunt format per tres obertures; la central serveix per accedir a l'immoble. Les llindes i els brancals estan formats per carreus de pedra. Els brancals estan decorats amb relleus de traçats lineals.